# Famille Bogáthy
La famille Bogáthy est une famille noble hongroise fondée par Péter Bogáthy au début du XIVe siècle, lui-même issu de la famille Kökényes-radnót.

## Histoire
Peu de choses sont connues concernant cette famille sauf que Péter Bogáthy, son fondateur, était le petit-fils de Mikod Kökényesradnót, chef du clan Kökényesradnót qui était l'un des 108 clans ayant conquis la plaine de Pannonie. Habitant la région Nógrád, Mikod Kökényesradnót en fut d'ailleurs le gouverneur (ispan).
Mais Péter fut aussi le fils de Mikod Dobokai[Passage contradictoire], ban de Doboka.